# Estación de Buenos Aires (Metro de Madrid)
Buenos Aires es una estación del Metro de Madrid situada bajo la avenida de la Albufera en la intersección con la avenida de Buenos Aires, de la que toma su nombre.

## Historia
La estación se abrió al público el 7 de abril de 1994.
Del 3 de julio al 20 de octubre de 2016, la estación permaneció cerrada por las obras de mejora de las instalaciones de la línea 1 entre las estaciones de Plaza de Castilla y Sierra de Guadalupe.
Desde el 24 de junio de 2023, y hasta el 14 de octubre, el tramo Nueva Numancia-Valdecarros permaneció cortado por obras. En su lugar se ha establecido un servicio sustitutivo de autobús.

## Accesos
Vestíbulo Buenos Aires

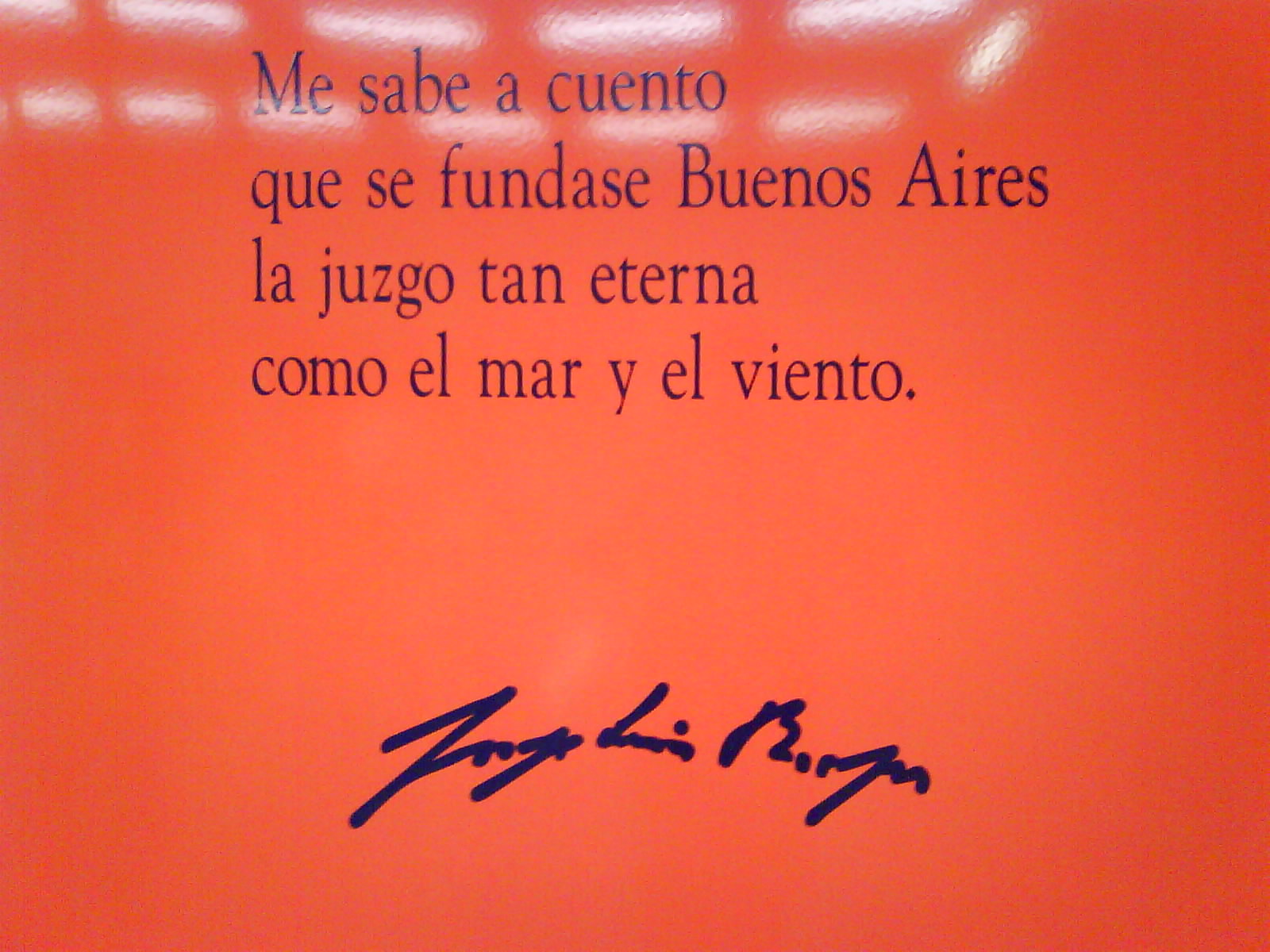
Errónea cita de Borges en la pared de la estación.

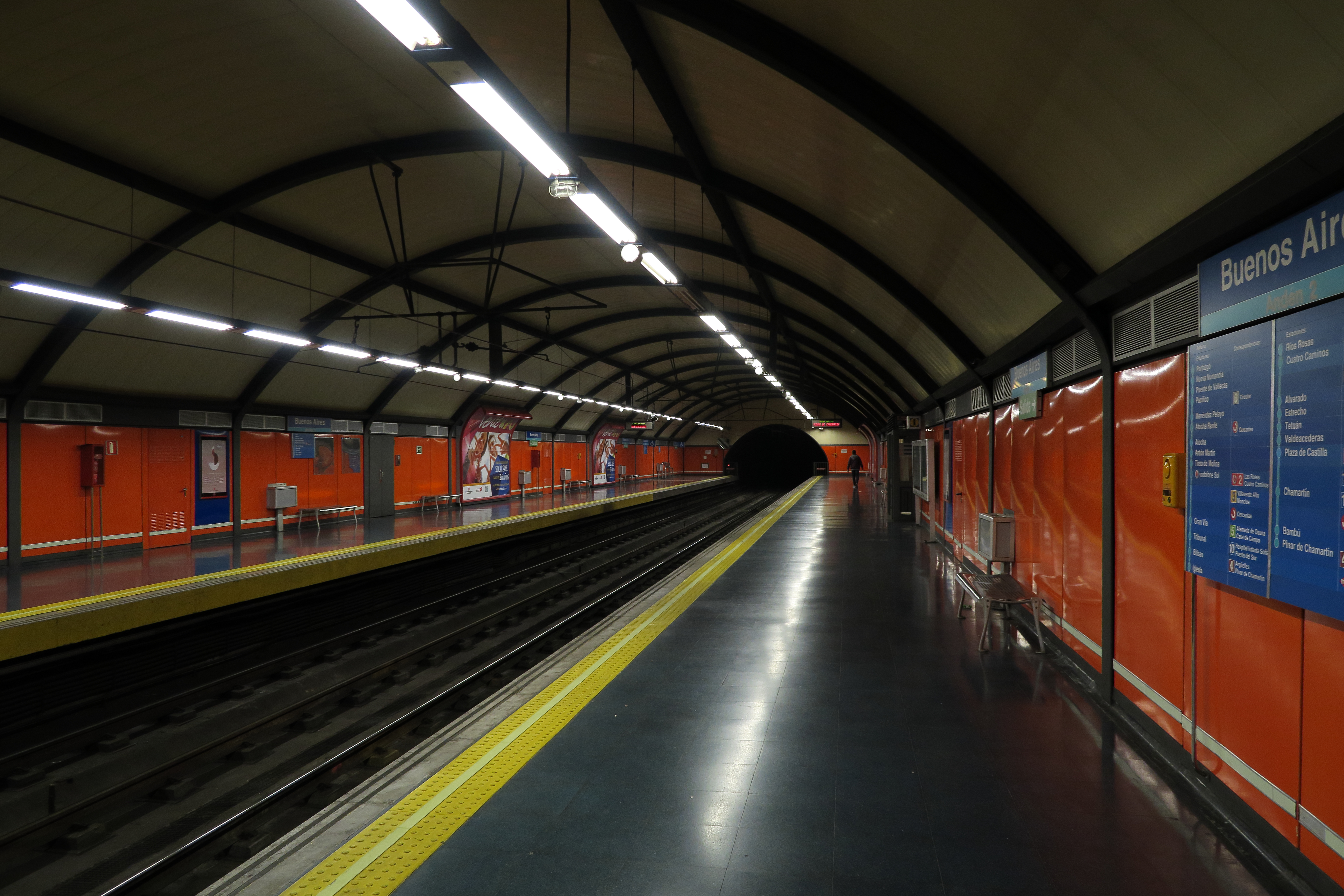
Andenes de la estación

- Pío Felipe Avda. Albufera, 179 (esquina C/ Pío Felipe)
- Buenos Aires Avda. Albufera, 140 (esquina Avda. Buenos Aires)

## Líneas y conexiones

### Metro
| << cabecera        | < estación | línea | estación >      | cabecera >> |
| ------------------ | ---------- | ----- | --------------- | ----------- |
| Pinar de Chamartín | Portazgo   |       | Alto del Arenal | Valdecarros |

### Autobuses
| Diurnos   |                    |                                                    |
| Línea     | Destino            | Parada                                             |
| 54        | Congosto           | 1009 BUENOS AIRES (Av. Albufera frente al N.º 179) |
| 58        | B° Santa Eugenia   | 1009 BUENOS AIRES (Av. Albufera frente al N.º 179) |
| 103       | Ecobulevar         | 1009 BUENOS AIRES (Av. Albufera frente al N.º 179) |
| 136       | Madrid Sur         | 1009 BUENOS AIRES (Av. Albufera frente al N.º 179) |
| 58        | Puente de Vallecas | 1010 BUENOS AIRES (Av. Albufera-C/ Pío Felipe)     |
| 103       | El Pozo            | 1010 BUENOS AIRES (Av. Albufera-C/ Pío Felipe)     |
| 136       | Pacífico           | 1010 BUENOS AIRES (Av. Albufera-C/ Pío Felipe)     |
| 143       | Manuel Becerra     | 2514 BUENOS AIRES (C/ Pío Felipe)                  |
| 54        | Estación de Atocha | 2515 BUENOS AIRES (C/ Pío Felipe, 36)              |
| 143       | Villa de Vallecas  | 2515 BUENOS AIRES (C/ Pío Felipe, 36)              |
| 141       | Estación de Atocha | 5671 BUENOS AIRES (Cabecera C/ Pío Felipe)         |
| Nocturnos |                    |                                                    |
| Línea     | Destino            | Parada                                             |
| N25       | Villa de Vallecas  | 1009 BUENOS AIRES (Av. Albufera frente al N.º 179) |
| N25       | Alonso Martínez    | 1010 BUENOS AIRES (Av. Albufera-C/ Pío Felipe)     |
| N10       | Cibeles            | 2515 BUENOS AIRES (C/ Pío Felipe, 36)              |